# Synagoge Fasanenstraße

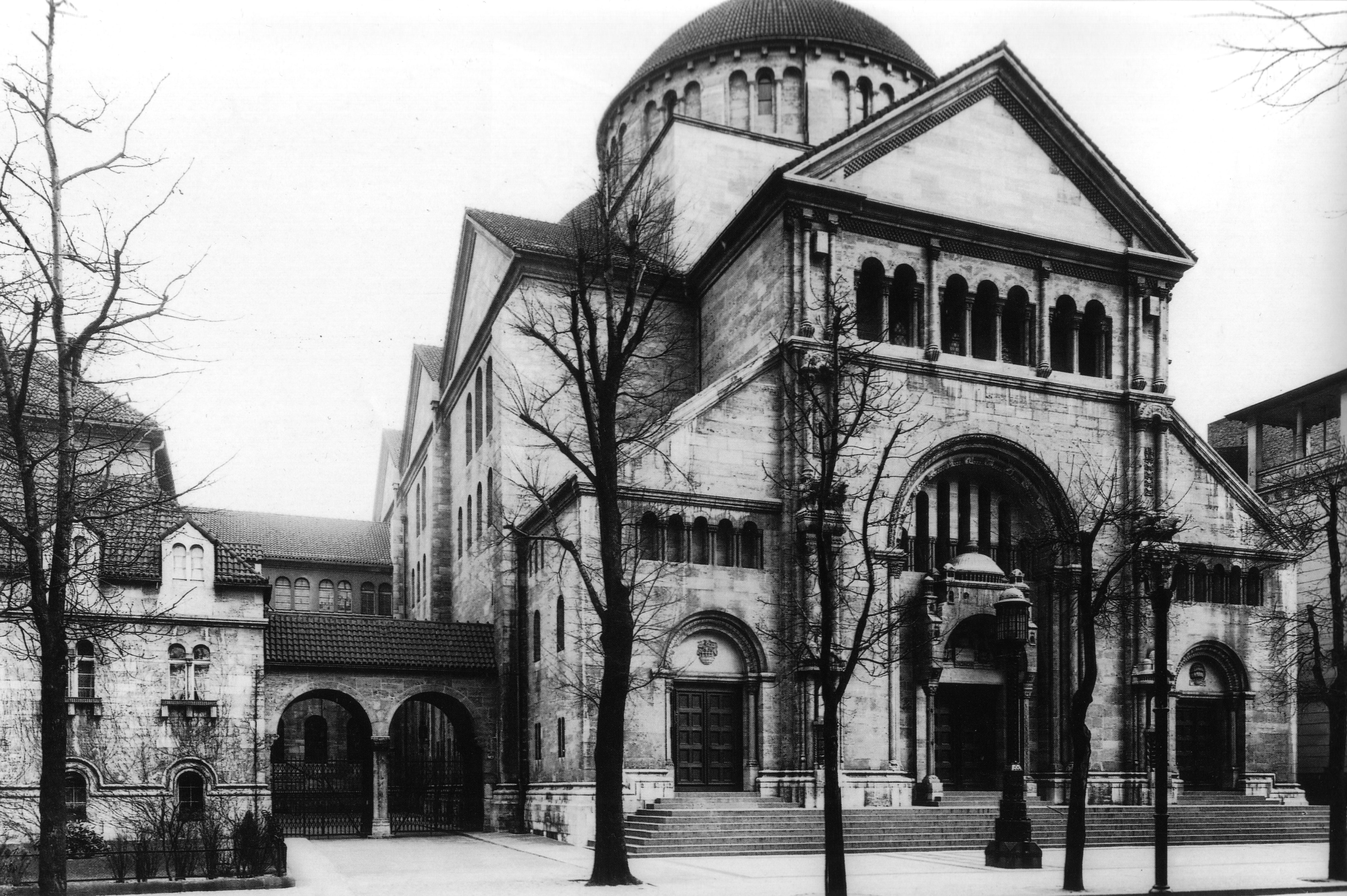
Synagoge in der Fasanenstraße

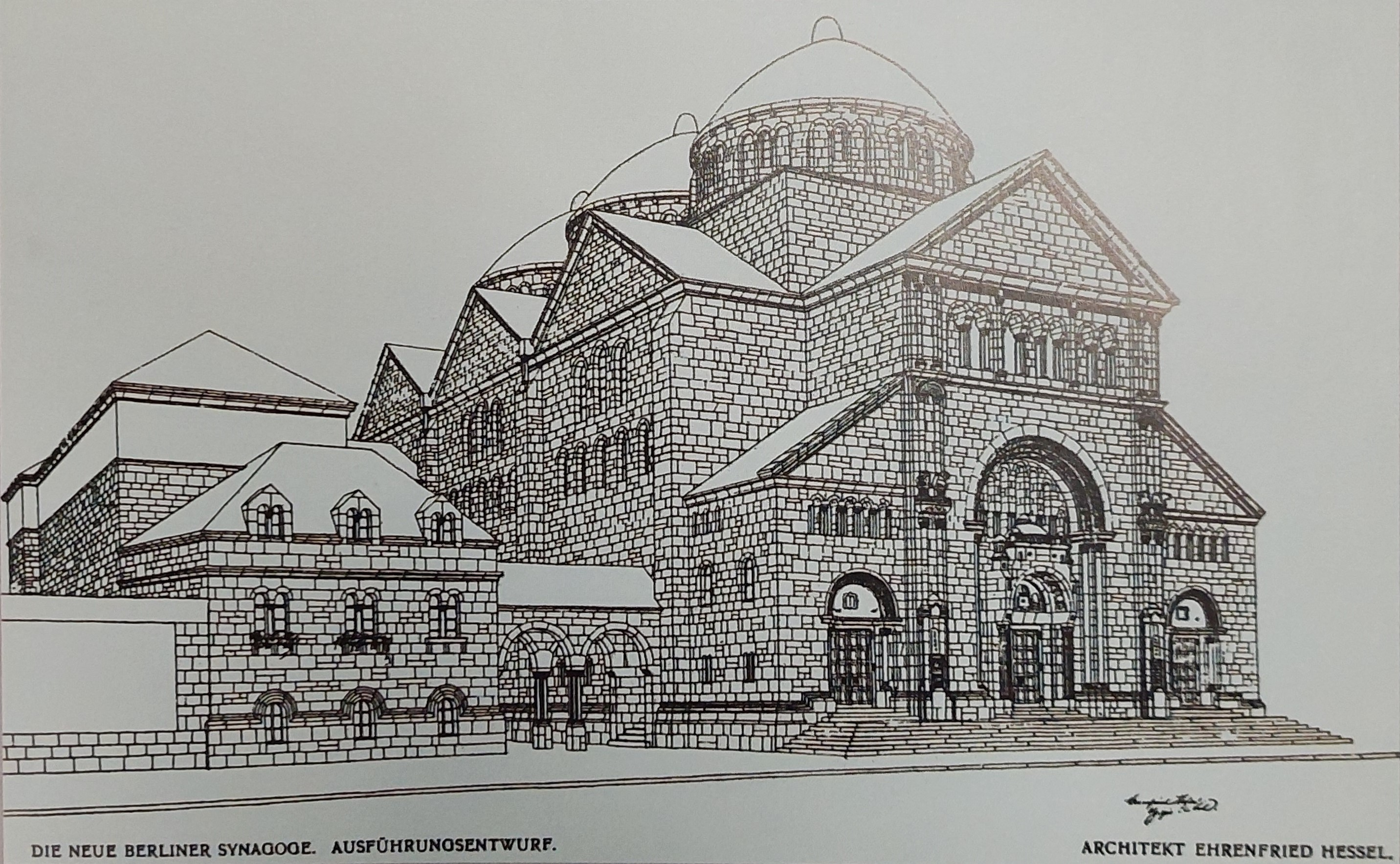
Ehrenfried Hessels Entwurf

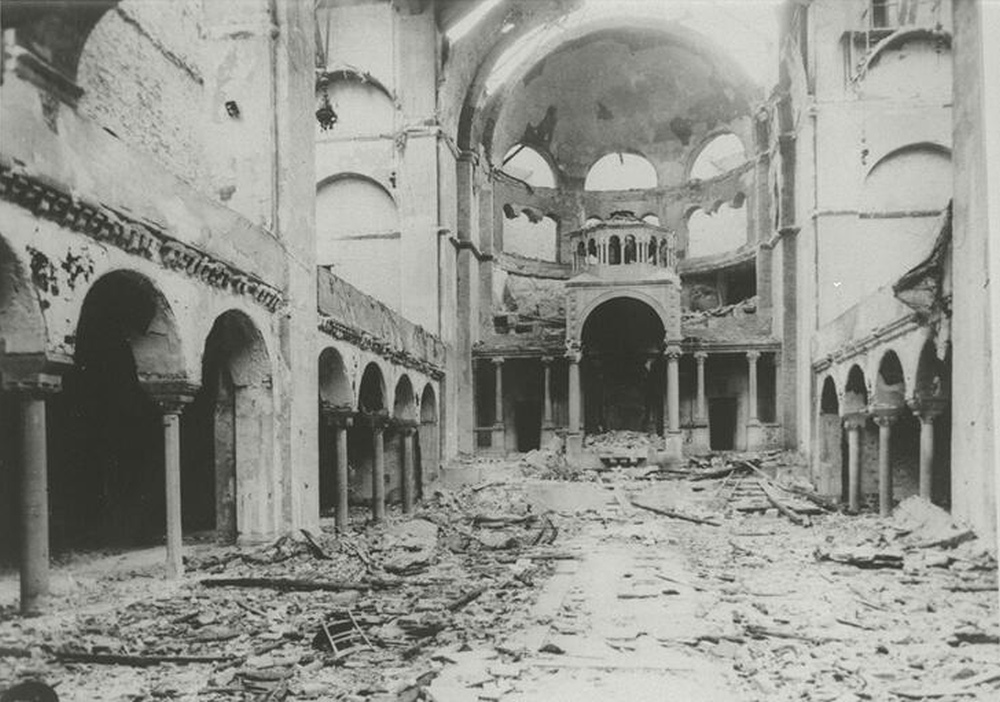
Die verwüstete Synagoge nach dem Novemberpogrom 1938

Die Synagoge Fasanenstraße war eine liberale Synagoge in der Fasanenstraße 79 im Berliner Ortsteil Charlottenburg.
Sie war die erste Synagoge der jüdischen Gemeinde Berlins, die nicht im Stadtgebiet, sondern in einem der emporstrebenden Vororte errichtet wurde.

## Geschichte
Die jüdische Gemeinde beschloss im Oktober 1905, in Charlottenburg das Grundstück in der Fasanenstraße 79/80 zu erwerben, um darauf eine Synagoge für die schnell wachsende Gemeinde im vornehmen Berliner Westen zu errichten und damit dem Repräsentationsbedürfnis der Gemeinde Rechnung zu tragen. Für den Bau wurde 1907 ein Architekturwettbewerb ausgeschrieben, der drei erste Preise hervorbrachte, die den Architekten Ehrenfried Hessel (Berlin), C. F. W. Leonhardt (Frankfurt am Main) und Heger & Franke zugesprochen wurden. Trotz historischer Rückgriffe zeigt Hessels Entwurf eine deutliche Abkehr von den zuvor errichteten Synagogen mit ihrer gezielten Rezeption eines national interpretierten Mittelalters. Dass Hessel dabei einer im jüdischen Kultbau immer stärker werdenden Grundeinstellung folgte, geht auch aus dem Ergebnis des Wettbewerbs hervor: Architekten wie Cremer & Wolffenstein, die zwei Jahrzehnte lang den Berliner Synagogenbau geprägt hatten, kamen nicht einmal in die engere Auswahl des Preisgerichts. 1910 begann die Bauausführung unter Leitung des Gemeindebaumeisters Johann Hoeniger. Am 26. August 1912 wurde die Synagoge eingeweiht.
Häufig predigte der Gemeindevorsitzende Leo Baeck hier. Rabbiner war Julius Galliner, Oberkantor Magnus Davidsohn.
Zu den antisemitischen Provokationen im Umfeld dieser Synagoge seit Beginn der 1930er Jahre zählten der Kurfürstendamm-Krawall von 1931 und der von 1935. 1936 musste das Gebäude geschlossen werden. Es wurde bei den Novemberpogromen 1938 in Brand gesteckt und 1943 bei alliierten Luftangriffen weiter zerstört. Im August 1939 wurde die Jüdische Gemeinde gezwungen, das Grundstück für 350.000 Mark (kaufkraftbereinigt in heutiger Währung: rund 2.000 Euro) an die Reichspost zu verkaufen. Die Gemeinde hatte ebenfalls die Versicherungssumme der Feuersozietät an die Reichspost abzutreten, die ihr durch die Schäden vom 9. November 1938 zustand.
1957–1958 wurde die Ruine, wie auch andere Synagogen-Ruinen in Berlin, abgerissen, weil es nach dem Holocaust nicht mehr für möglich gehalten wurde, dass in Deutschland je wieder eine Synagoge dieser Größenordnung benötigt werden könnte. Bis 1959 entstand an dieser Stelle das von Dieter Knoblauch und Hans Heise erbaute Jüdische Gemeindehaus.
Ein Säulenkapitell der Synagoge Fasanenstraße wurde nach New York gebracht, wo es in die gerade an der 44 West 66th Street (Upper West Side in Manhattan) im Bau befindliche, 1958 eröffnete Synagoge der von deutschen Flüchtlingen gegründeten Congregation Habonim eingebaut wurde.